# 朝霞・三園ユーティリティサービス
朝霞・三園ユーティリティサービス株式会社（あさか・みそのユーティリティサービス、英語表記：Asaka Misono Utirity services Co., Ltd., 通称：AMUS）は日本のコジェネレーション事業を行う会社である。
本社は東京都千代田区外神田の住友不動産秋葉原ファーストビル。

## 概要
日立製作所が100%出資する特別目的会社である。
朝霞浄水場・三園浄水場常用発電設備等整備事業に係る電力、蒸気及び次亜塩素酸ナトリウム売却並びに発生土買入を主要事業としており、主たる委託者は東京都水道局である。

## 沿革
- 2001年（平成13年）9月10日 - 東京都千代田区神田駿河台に創立
- 2001年（平成13年）10月13日 - 東京都水道局と電力・蒸気・次亜塩素酸ナトリウムの買入契約、発生土売却契約を締結